# Показатель Ляпунова
Показатель Ляпунова динамической системы — величина, характеризующая скорость удаления друг от друга траекторий. Положительность показателя Ляпунова обычно свидетельствует о хаотическом поведении системы.
Назван в честь  Александра Михайловича Ляпунова.

## Определение
Поток динамической системы определяется как однопараметрическое семейство отображений;
{\displaystyle F^{t}(x_{0})=x_{t},}
где {\displaystyle t\mapsto x_{t}} обозначает траекторию в динамической системе.
Показатель Ляпунова можно определить следующим образом:
{\displaystyle \lambda (x)=\lim _{t\to \infty }{\tfrac {1}{t}}\cdot \ln \|d_{x}F^{t}\|}

## Основные свойства
- Для систем, сохраняющих объём, показатель Ляпунова не отрицателен.

- В случае, если система имеет отрицательный показатель Ляпунова, то все траектории сходятся к фиксированной точке.